# Art Duncan
John Arthur Duncan, dit Art Duncan (né le 4 juillet 1894 à Sault Ste. Marie, dans la province de l'Ontario, au Canada et mort le 13 avril 1975 à Aurora, également en Ontario), est un joueur et un entraîneur de hockey sur glace.

## Biographie
Il a joué huit saisons dans l'Association de hockey de la Côte du Pacifique avec les Millionnaires de Vancouver et les Maroons de Vancouver. Les Maroons terminent la saison 1922-1923 à la première place du classement avec dix-sept victoires, douze défaites et un match nul. Les joueurs de Vancouver sont opposés lors des séries de la PCHA aux Aristocrats de Victoria : Duncan et les siens s'imposent par un blanchissage 3-0 de Hugh Lehman lors du premier match puis concèdent la défaite 2-3 lors de la deuxième rencontre ; malgré tout, ils remportent la victoire au total de buts et se qualifient pour la demi-finale de la Coupe Stanley contre la meilleure équipe de la saison de la LNH. Après une défaite 1-0 lors de la première rencontre, les Maroons s'imposent lors du match suivant avec deux buts de Duncan et deux autres de Frank Boucher sur la marque de 4-1 ; ils perdent cependant la série et laissant s'échapper les deux dernières rencontres 3-2 et 5-1.
Il a joué dans la Western Canada Hockey League avec les Tigers de Calgary pendant une saison. Il a également joué avec les Cougars de Detroit lors de la saison 1926-1927 puis par la suite les Maple Leafs de Toronto, toutes deux dans la Ligue nationale de hockey. De ces deux équipes, Duncan en était même joueur-entraîneur.

## Statistiques
| Saison     | Équipe                     | Ligue         |     | Saison régulière | Saison régulière | Saison régulière | Saison régulière | Saison régulière |   | Séries éliminatoires | Séries éliminatoires | Séries éliminatoires | Séries éliminatoires | Séries éliminatoires |
| Saison     | Équipe                     | Ligue         | PJ  | B                | A                | Pts              | Pun              | PJ               | B | A                    | Pts                  | Pun                  |                      |                      |
| 1912-1913  | Wolves de Sudbury          | NOHA          |     |                  |                  |                  |                  |                  |   |                      |                      |                      |                      |                      |
| 1913-1914  | Eskimos d'Edmonton         | ASHL          | 5   | 2                | 0                | 2                | 16               | 3                | 1 | 0                    | 1                    | 3                    |                      |                      |
| 1914-1915  | Albertas d'Edmonton        | ASHL          | 3   | 1                | 0                | 1                | 11               |                  |   |                      |                      |                      |                      |                      |
| 1915-1916  | Millionnaires de Vancouver | PCHA          | 17  | 7                | 4                | 11               | 25               |                  |   |                      |                      |                      |                      |                      |
| 1916-1917  | 228e bataillon de Toronto  | ANH           | 6   | 3                | 1                | 4                | 6                |                  |   |                      |                      |                      |                      |                      |
| 1919       | Millionnaires de Vancouver | PCHA          | 17  | 2                | 1                | 3                | 0                | 2                | 0 | 0                    | 0                    | 0                    |                      |                      |
| 1919-1920  | Millionnaires de Vancouver | PCHA          | 22  | 5                | 9                | 14               | 3                | 2                | 0 | 0                    | 0                    | 0                    |                      |                      |
| 1920-1921  | Millionnaires de Vancouver | PCHA          | 24  | 3                | 5                | 8                | 6                | 2                | 0 | 3                    | 3                    | 0                    |                      |                      |
| 1920-1921  | Millionnaires de Vancouver | Coupe Stanley |     |                  |                  |                  |                  | 5                | 2 | 1                    | 3                    | 3                    |                      |                      |
| 1921-1922  | Millionnaires de Vancouver | PCHA          | 24  | 5                | 9                | 14               | 25               | 2                | 0 | 0                    | 0                    | 0                    |                      |                      |
| 1921-1922  | Millionnaires de Vancouver | SÉ. O.        |     |                  |                  |                  |                  | 2                | 3 | 0                    | 3                    | 0                    |                      |                      |
| 1921-1922  | Millionnaires de Vancouver | Coupe Stanley |     |                  |                  |                  |                  | 5                | 0 | 1                    | 1                    | 9                    |                      |                      |
| 1922-1923  | Maroons de Vancouver       | PCHA          | 25  | 15               | 6                | 21               | 8                | 2                | 1 | 0                    | 1                    | 0                    |                      |                      |
| 1922-1923  | Maroons de Vancouver       | Coupe Stanley |     |                  |                  |                  |                  | 4                | 2 | 2                    | 4                    | 0                    |                      |                      |
| 1923-1924  | Maroons de Vancouver       | PCHA          | 30  | 21               | 10               | 31               | 44               | 2                | 0 | 1                    | 1                    | 4                    |                      |                      |
| 1923-1924  | Maroons de Vancouver       | SÉ. O.        |     |                  |                  |                  |                  | 3                | 1 | 1                    | 2                    | 2                    |                      |                      |
| 1923-1924  | Maroons de Vancouver       | Coupe Stanley |     |                  |                  |                  |                  | 2                | 0 | 0                    | 0                    | 6                    |                      |                      |
| 1924-1925  | Maroons de Vancouver       | WCHL          | 26  | 5                | 5                | 10               | 28               |                  |   |                      |                      |                      |                      |                      |
| 1925-1926  | Tigers de Calgary          | WHL           | 29  | 9                | 4                | 13               | 30               |                  |   |                      |                      |                      |                      |                      |
| 1926-1927  | Cougars de Détroit         | LNH           | 34  | 3                | 2                | 5                | 26               |                  |   |                      |                      |                      |                      |                      |
| 1927-1928  | Maple Leafs de Toronto     | LNH           | 43  | 7                | 5                | 12               | 97               |                  |   |                      |                      |                      |                      |                      |
| 1928-1929  | Maple Leafs de Toronto     | LNH           | 39  | 4                | 4                | 8                | 53               | 4                | 0 | 0                    | 0                    | 4                    |                      |                      |
| 1929-1930  | Maple Leafs de Toronto     | LNH           | 38  | 4                | 5                | 9                | 49               |                  |   |                      |                      |                      |                      |                      |
| 1930-1931  | Maple Leafs de Toronto     | LNH           | 2   | 0                | 0                | 0                | 0                | 1                | 0 | 0                    | 0                    | 0                    |                      |                      |
| Totaux LNH | Totaux LNH                 | Totaux LNH    | 156 | 18               | 16               | 34               | 225              | 5                | 0 | 0                    | 0                    | 4                    |                      |                      |

| Saison    | Équipe                 | Ligue |    | PJ | V  | D | N      | % V             |  | Séries éliminatoires |
| 1926-1927 | Cougars de Détroit     | LNH   | 33 | 10 | 21 | 2 | 33,3 % |                 |  |                      |
| 1930-1931 | Maple Leafs de Toronto | LNH   | 44 | 22 | 13 | 9 | 60,2 % | Lost in round 1 |  |                      |
| 1931-1932 | Maple Leafs de Toronto | LNH   | 5  | 0  | 3  | 2 | 20,0 % |                 |  |                      |